# Psophia crepitans
Il trombettiere aligrigie (Psophia crepitans Linnaeus, 1758) è un uccello della famiglia degli Psofiidi originario delle regioni settentrionali dell'Amazzonia, e nello Scudo della Guiana, nel Sud America tropicale. A differenza di tutti gli altri trombettieri (Psophia), il dorso e le ali di questa specie hanno una livrea grigio-argentata.

## Descrizione

### Dimensioni
Misura 48-56 centimetri (19-22 piedi) di lunghezza, per un peso di 1,3 kg (2,9 libbre).

### Aspetto

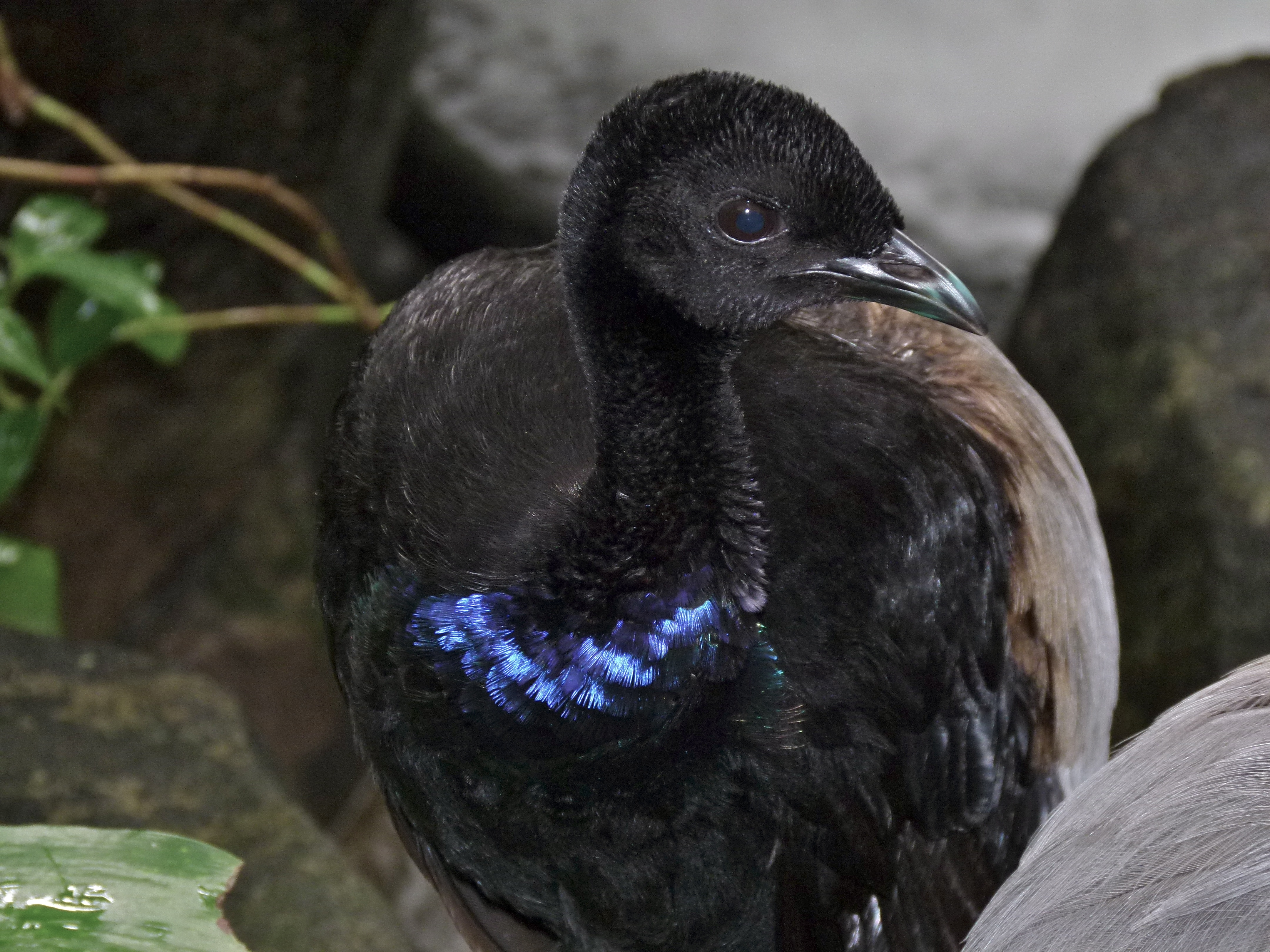
Primo piano della testa

Il trombettiere aligrigie ha le dimensioni di un pollo pomestico o di un fagiano. Il piumaggio è nero, salvo quello della parte bassa del dorso, color grigio cenere. Una banda diffusa di colore rosso-bruno separa, a metà del dorso, il nero della parte superiore dal grigio di quella inferiore. Le ali sono fortemente bombate e sempre tenute lontane dal corpo. La coda è ricoperta dalle soffici piume del dorso, che si espandono sul groppone e conferiscono all'uccello il suo aspetto tondeggiante e arcuato. Il collo è piuttosto lungo e nero e le corte piume che lo ricoprono presentano dei riflessi metallici verdi e viola. Il becco, corto e robusto, simile a quello di un gallinaceo, così come le zampe, relativamente lunghe, sono verdastri.
Il trombettiere aligrigie emette, per la maggior parte del tempo, un suono molto nasale, una specie di risatina che può essere espressa foneticamente da una serie di whu whu ravvicinati, che vanno crescendo e finiscono soffocati prima di venire ripetuti. Un altro tipo di richiamo può essere paragonato a quello prodotto dalle faraone.

## Distribuzione e habitat
Il trombettiere aligrigie vive principalmente nelle foreste tropicali umide delle regioni settentrionali dell'America del Sud. Talvolta si può trovare sulle rive dei torrenti dove il suolo è fresco e nelle pinete della Guyana, ma in generale evita le zone coltivate e rimane all'interno delle foreste.
È un uccello delle foreste primarie dell'Amazzonia. Il suo areale comprende la Colombia, il Venezuela, la Guyana francese, la Guyana, il Suriname, il Brasile e il nord-est del Perù.

## Tassonomia
Attualmente vengono riconosciute tre sottospecie:
- P. c. crepitans Linnaeus, 1758, diffusa dalla Colombia sud-orientale, attraverso le regioni orientali e meridionali del Venezuela, fino alle Guiane e, verso sud, al Brasile settentrionale (a nord del Rio delle Amazzoni e a est del Rio Negro);
- P. c. napensis P. L. Sclater e Salvin, 1873, diffusa dalla Colombia sud-orientale, attraverso l'Ecuador orientale, al Perù nord-orientale e all'estremità nord-occidentale del Brasile (a nord del Rio delle Amazzoni/Solimões e prevalentemente a ovest del Rio Negro);
- P. c. ochroptera Pelzeln, 1857, diffusa nel Brasile nord-occidentale (a nord del Rio delle Amazzoni/Solimões e a ovest del Rio Negro; viene talvolta considerata una specie a parte, il trombettiere aliocra (Psophia ochroptera).

## Biologia

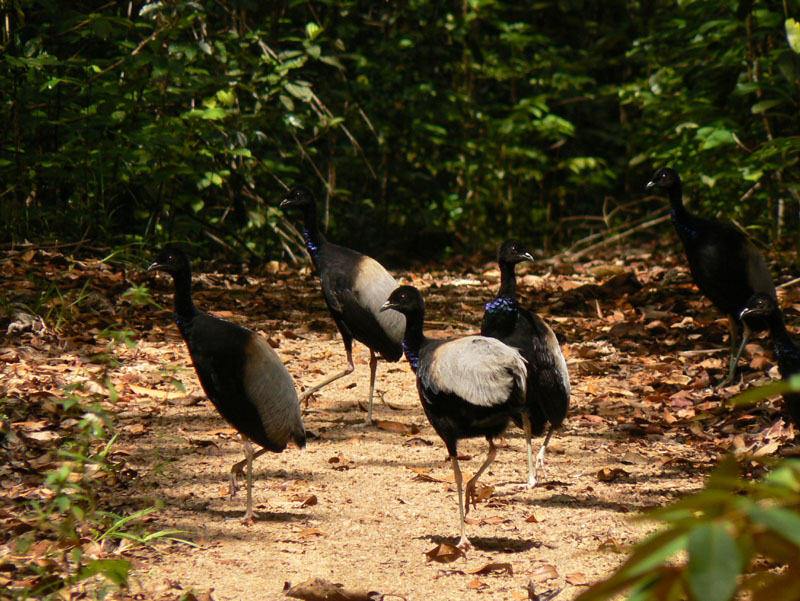
Un gruppo di trombettieri aligrigie, nella Guyana francese

Il trombettiere aligrigie è un uccello terricolo che vive in gruppi composti da sei a venti individui che pattugliano, becchettando qua e là, il suolo della foresta. Ogni membro del gruppo partecipa alla sicurezza di tutti. Pur essendo un abile camminatore, questo uccello non vola molto bene: se si sente minacciato, può alzarsi in volo per attraversare un fiume, ma terminerà la sua traversata a nuoto. Spesso per sfuggire ai predatori si appollaia sui bassi rami degli alberi. Questo animale gregario è attivo soprattutto di notte e quando piove. Le bande di trombettieri spesso seguono i gruppi di animali arboricoli per approfittare dei frutti e delle noci che lasciano cadere.
Il trombettiere aligrigie non vola molto bene e lo fa solo per brevi distanze. Spicca il volo solamente per sfuggire a un predatore o per andarsi a posare con il suo gruppo su un albero dove può riposare in tutta sicurezza.
Il trombettiere aligrigie si nutre di semi che raccoglie beccando sul terreno, ma mangia anche piccoli rettili (lucertole, serpenti), insetti e frutti lasciati cadere sul terreno da alcuni animali arboricoli come coati, scimmie urlatrici, pappagalli o tucani.
Prima dell'accoppiamento, il maschio e la femmina eseguono una parata costituita da danze rumorose accompagnate da salti e varie acrobazie. Il maschio emette il suo richiamo, simile allo squillo di una tromba, per sedurre la femmina. Altre volte i due partner si chiamano dolcemente lisciandosi le piume della testa e del collo. Le parate nuziali sono spesso eseguite in gruppo. La stagione riproduttiva è scarsamente conosciuta in natura. Solo poche femmine del gruppo (o anche una sola) depongono le uova. La femmina riproduttrice pratica la poliandria. Il trombettiere aligrigie nidifica a terra nel fitto della foresta o nella cavità di un albero. La femmina può deporre fino a dieci uova verdi o bianco-crema. Il maschio dominante, assistito da altri membri del gruppo, nutre la femmina durante la cova, che dura circa un mese.

## Conservazione
Questo uccello molto docile è vittima di una caccia intensiva e nel corso degli ultimi anni la sua popolazione è fortemente diminuita. Oggi lo troviamo quasi esclusivamente nelle foreste fitte dove ha trovato rifugio ed è scomparso dalle vicinanze dei villaggi e dalla fascia costiera. La rapida deforestazione sta riducendo sempre più il suo areale. Sebbene questa specie non sia ancora minacciata, la mancanza di una caccia regolamentata preoccupa i conservazionisti.
Questo uccello è tenuto come animale domestico dagli amerindi, poiché è facilmente addomesticabile, caccia i serpenti, ed è una sentinella molto efficiente, con il suo inconfondibile richiamo d'allarme.
Un trombettiere aligrigie in cattività, di nome Trumpy, tenuto allo zoo di Jersey dal naturalista Gerald Durrell, fu osservato mentre interagiva con persone ed altri animali dello zoo. Trumpy è menzionato più volte nel libro di Durrell "Menagerie Manor".